# Cariniocoris nyssae
Cariniocoris nyssae är en insektsart som beskrevs av Henry 1989. Cariniocoris nyssae ingår i släktet Cariniocoris och familjen ängsskinnbaggar. Inga underarter finns listade i Catalogue of Life.